# Parque provincial Pampa del Indio
El parque natural provincial Pampa del Indio es un área protegida de la provincia del Chaco, en el norte de la Región chaqueña correspondiente a la porción argentina del Gran Chaco. Está ubicado a 220 km al noroeste de la capital provincial, la ciudad de Resistencia.

## Características generales
La reserva Pampa del Indio se localiza en la porción centro-norte de la provincia del Chaco, específicamente en la jurisdicción del departamento Libertador General San Martín y a unos 20 km al sur de la localidad homónima. La entrada se encuentra ubicada en las coordenadas: 26°16′37″S 59°58′3.57″O / -26.27694, -59.9676583.
Es administrada por la Dirección de Fauna, Parques y Ecología, de la Subsecretaría de Recursos Naturales y Medio Ambiente, dependiente del Ministerio de Agricultura y Ganadería.

### Primitivos habitantes
Originalmente, la zona de la reserva Pampa del Indio estaba habitada por indígenas pertenecientes al pueblo toba (qom), que formaba parte del grupo lingüístico de los mataco-guaycurúes, e incluido en el grupo racial Pámpido o Patagónido. Era una etnia cazador-recolectora, de costumbres seminómadas. Aún hoy los tobas continúan habitando en comunidades de la región.

### Historia
El área protegida fue creada como reserva intangible en el año 1978 mediante la ley provincial N°2311/78. Originalmente contaba con una superficie de 37 500 ha, sin embargo en los años que siguieron su mayor parte fue siendo desafectada, escindiéndole un total de 28 867 ha para ser destinadas a la explotación forestal del bosque chaqueño y para cederla a los pobladores del lugar, quedando así reducido el territorio bajo protección a solo 8633 ha, las que en su totalidad quedaron bajo dominio fiscal provincial.

### Hidrografía
El único curso fluvial es el riacho Nogueira, el cual, por un mal manejo de su cuenca realizado aguas arriba, se encuentra frecuentemente seco, especialmente durante la temporada invernal. Discurre zigzagueante desde el límite oeste hasta el este de la unidad conservada, cortándola en dos.

### Clima
Posee clima semitropical semiestépico —una variante cálida del clima subtropical semiestépico— relacionado con otros climas semitropicales. Se caracteriza por su continentalidad, con temperaturas elevadas todo el año (con posibilidad de presentar marcas superiores a 40 °C en cualquier mes), las que en el verano pueden llegar excepcionalmente a situarse por sobre los 45 °C. Como contraparte (y a diferencia de los climas genuinamente tropicales) en invierno la mínima puede descender por debajo de 0 º. La temperatura media anual es de alrededor de 21,5 °C.
Las precipitaciones de la primavera logran cubrir la mitad de la evapotranspiración potencial. Las lluvias están fuertemente concentradas en la temporada cálida (noviembre a abril), estando casi ausentes en el invierno, el cual es seco. El acumulado anual ronda los 950 mm.

### Suelos y explotación económica regional
El área se asienta sobre planicies de modelado fluvial, formadas por depósitos finos aluviales y eólicos que presentan escasa pendiente. La actividad económica tradicional en los alrededores es la pecuaria, centrada en la ganadería vacuna y en menor medida caprina. También es destacada la explotación forestal del monte nativo, para la extracción de madera y leña para transformarla en carbón vegetal. Las áreas desmontadas aumentan cada año, destinándolas mayormente a la agricultura, en especial a plantaciones de soja.

## Riqueza biológica
Ecorregionalmente la superficie emergida de esta reserva pertenece a la ecorregión terrestre Chaco Húmedo con elementos de la del chaco occidental, mientras que las aguas de sus ríos se incluyen en la ecorregión de agua dulce Chaco.

### Flora
Según Ángel Lulio Cabrera, fitogeográficamente la reserva Pampa del Indio se encuentra en el distrito fitogeográfico chaqueño oriental (también llamado chaco húmedo) al que se le suman algunos componentes del distrito occidental o semiárido, ambos pertenecientes a la provincia fitogeográfica chaqueña.
La formación vegetal dominante en la porción al norte del riacho Nogueira es el bosque chaqueño climáxico o monte fuerte, formado por el quebrachal de quebracho colorado chaqueño (Schinopsis balansae), quebracho colorado santiagueño (Schinopsis lorentzii) y quebracho blanco (Aspidosperma quebracho-blanco), acompañados por el guayacán (Caesalpinia paraguariensis), el guayaibí (Patagonula americana), la espina de corona (Gleditsia amorphoides), el urunday (Astronium balansae), y numerosas especies de acacias, algarrobos y cactáceas (incluso las de porte arbóreo).
Al sur de dicho riacho la vegetación es menos densa, más baja, abierta y xerófila; allí toman mayor representación el chañar (Geoffroea decorticans), el itín (Prosopis kuntzei), la brea (Parkinsonia praecox), los algarrobos (Prosopis), el mistol (Ziziphus mistol), etc. El sotobosque presenta abundancia de bromeliáceas terrestres, localmente denominadas caraguatáes, las que con sus hojas fuertemente espinosas lo hacen casi impenetrable.
Son pocas y pequeñas las abras con sabanas así como también son escasos los esteros y madrejones.
En los albardones de las riberas del riacho Nogueira se presenta una vegetación más húmeda, la selva en galería, un ambiente que cuenta con sus plantas características, entre las que se encuentran el palo lanza (Phyllostylon rhamnoides), el guaraniná (Sideroxylon obtusifolium), la catiguá colorada (Trichilia catigua), el tala gateador (Celtis iguanaea), el ibirá-pitá (Peltophorum dubium), el lapacho negro (Handroanthus heptaphyllus), el ombú (Phytolacca dioica), el laurel de río (Nectandra), el timbó colorado (Enterolobium contortisiliquum), el guabiyú (Eugenia pungens), etc.

### Fauna
Mamíferos

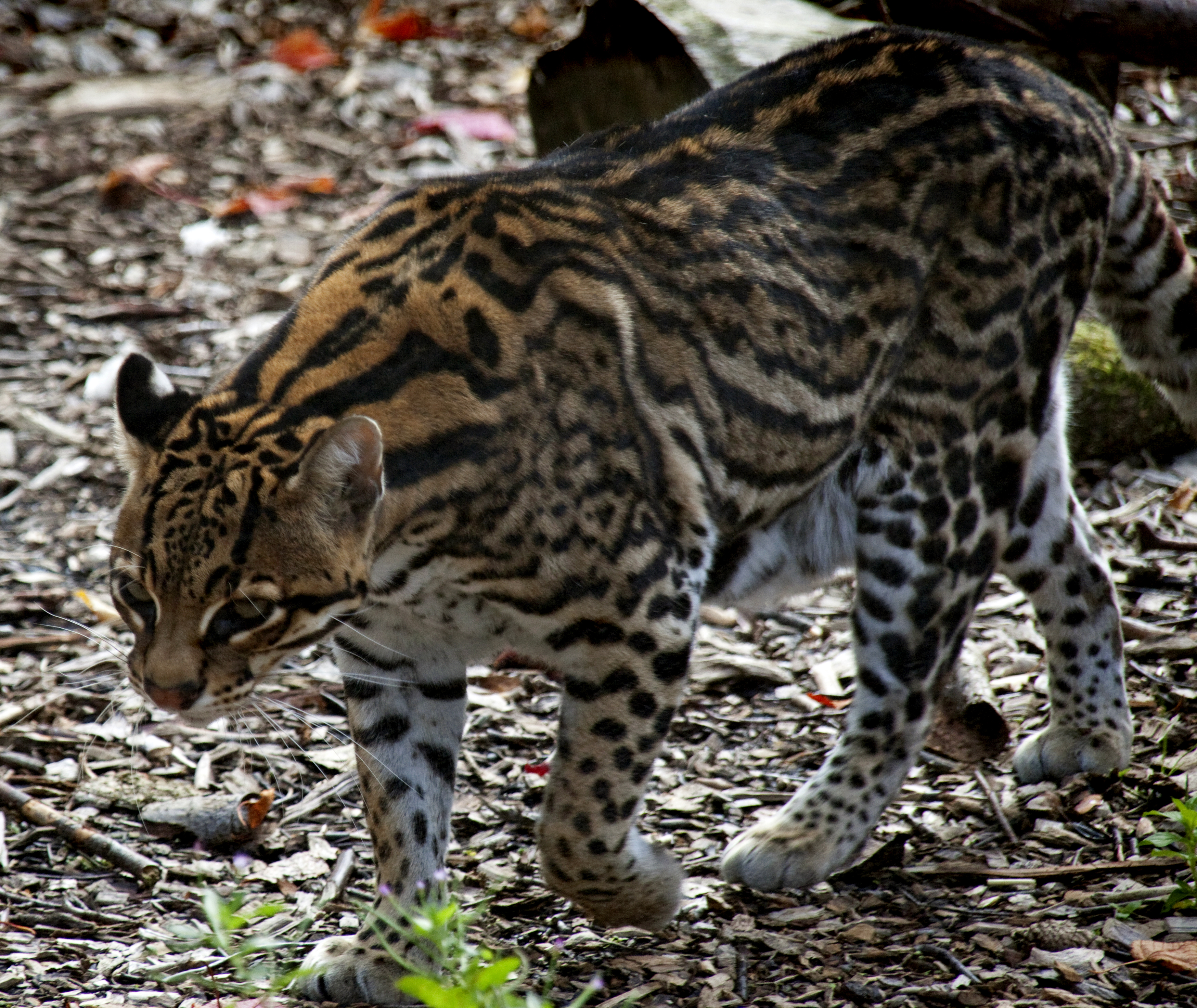
El ocelote (Leopardus pardalis) presenta poblaciones resguardadas en este parque provincial.

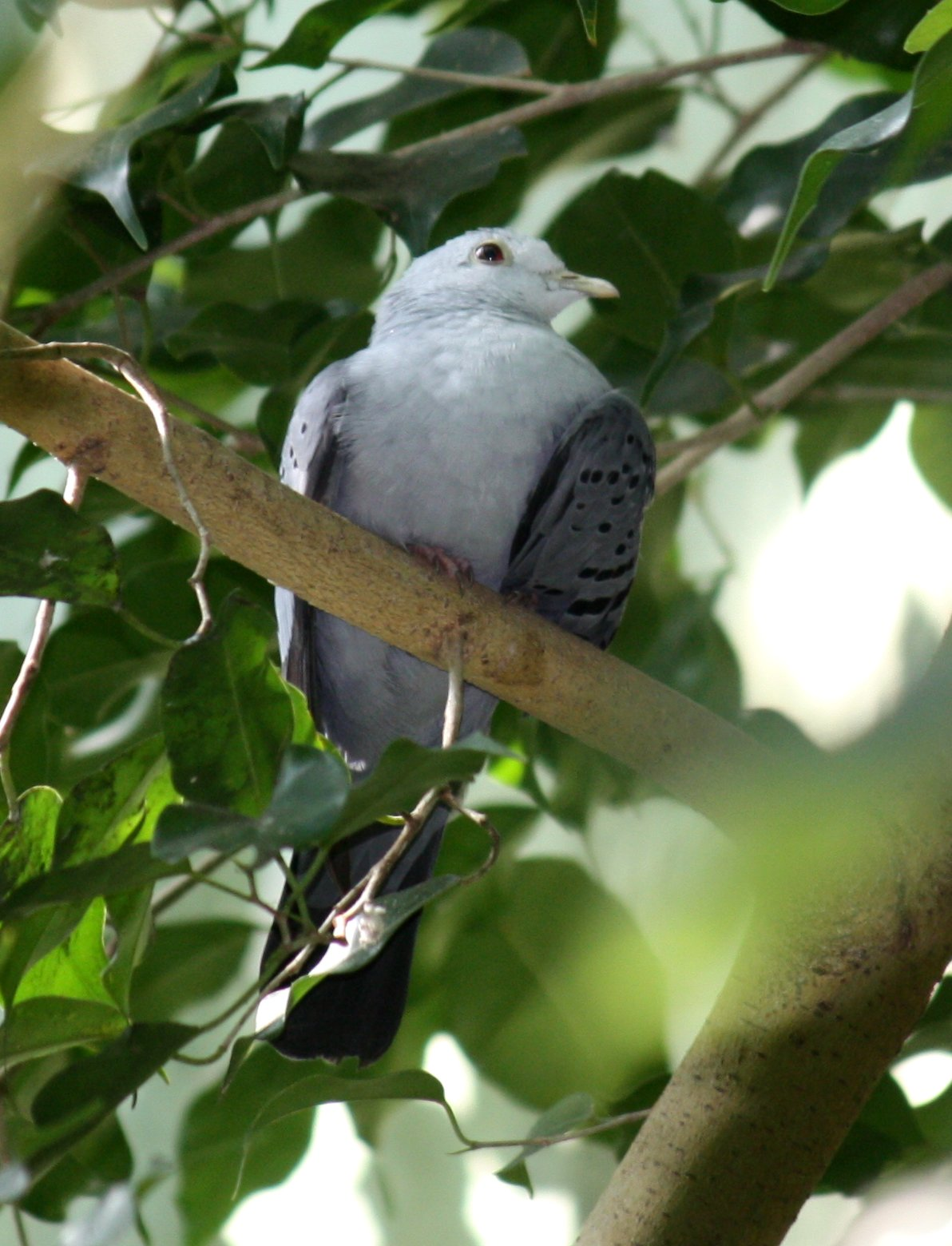
La palomita azulada (Claravis pretiosa) fue registrada en esta reserva.

Entre su elenco de mamíferos destaca el tapir (Tapirus terrestris) —bastante común—, el ocelote (Leopardus pardalis) —muy raro en la región chaqueña argentina—, el pecarí de collar (Pecari tajacu), el gualacate (Euphractus sexcinctus), el puma chaqueño (Puma concolor anthonyi), el oso hormiguero grande o yurumí (Myrmecophaga tridactyla), el aguará guazú (Chrysocyon brachyurus), el pecarí labiado (Tayassu pecari), el aguará popé (Procyon cancrivorus), el mono carayá (Alouatta caraya), la corzuela colorada, (Mazama americana), el guazuncho, (Mazama gouazoubira), el coatí (Nasua nasua), el conejo tapetí, (Sylvilagus brasiliensis), etc.
Aves
La reserva posee una elevada diversidad de aves. Fue designada Área importante para la conservación de las aves (AICA) por BirdLife International, una organización internacional dedicada a la protección de las aves y sus hábitats. Hasta el año 2007 los relevamientos de su riqueza aviar habían reportado un total de 218 especies, destacando los registros de la yerutí colorada (Leptotila rufaxilla) y de palomita azulada (Claravis pretiosa).

## Amenazas
El área sufre de una continua insularización, con intensos desmontes en la mayor parte de sus límites, lo que genera pérdida de conectividad e interrupción del indispensable flujo genético de las especies que allí se protegen. Para un mejor control, vigilancia y eficaz combate a los cazadores furtivos, se precisa erigir una segunda seccional de guardaparque en el sector occidental. El mal manejo de los caudales del riacho Nogueira afecta la humedad de la selva en galería del parque, disminuyendo su biodiversidad.
La ‘‘Cabalgata de la Fe’’
Cada 26 de julio parte desde la ciudad de Quitilipi hacia el área protegida una multitudinaria procesión religiosa a caballo, la cual es denominada: la ‘‘Cabalgata de la Fe’’. Luego de recorrer los 70 km que separan ambos puntos, llegan finalmente a la reserva al día siguiente, realizándose allí una misa y un festival, el que reúne unas 20 000 personas.

## Acceso y visitas
La reserva es accesible mediante cualquier tipo de automóviles, en razón de estar ubicada sobre la ruta provincial 4, la cual está totalmente asfaltada desde Pampa del Indio hasta Quitilipi. Circulando de sur a norte,o sea desde Quitilipi (Ruta Nacional 16)hacia el Norte, luego de 75 km,  la entrada se encuentra hacia el oeste, justo antes de cruzar sobre el puente del riacho Nogueira. 
Infraestructura
En la entrada se encuentra la administración y la seccional del guardaparque y en sus proximidades un oratorio y un sector de acampe, el cual cuenta con agua potable, luz eléctrica, sanitarios y parrillas. Para un mejor acercamiento del visitante a la diversidad biológica que allí se conserva, la reserva posee cartelería, miradores, senderos peatonales y vehiculares.